# منتخب موريتانيا لكرة السلة
منتخب موريتانيا الوطني لكرة السلة (بالفرنسية: Équipe de Mauritanie de basket-ball)‏ هو ممثل موريتانيا الرسمي في المنافسات الدولية في كرة السلة .